# Force Five
Force Five è una serie animata di centotrenta episodi, andata in onda su alcune reti locali statunitensi della East Coast durante i primi anni ottanta. La serie era stata ottenuta montando insieme ventisei episodi presi da cinque diversi anime robotici giapponesi, tutti prodotti dalla Toei Animation, risalenti al decennio precedente. La trasmissione era prodotta da Jim Terry e dalla sua compagnia di produzione Jim Terry Productions, Inc..
La trasmissione, che vedeva la Mattel tra i suoi sponsor, era dovuta sia alla popolarità raggiunta dai mecha presenti nei giocattoli della linea robotica Shogun Warriors (tra cui vi erano i modelli di UFO Robot, Mazinga Z, General Daimos, Raideen, Getta Robot G, Danguard ed altri), sia per spingere ulteriormente le vendite di questi.
La serie, trasmessa dal lunedì al venerdì, un episodio per ciascuna serie al giorno, era composto dai seguenti anime (titolo italiano e tra parentesi quello statunitense):
- Gaiking il robot guerriero (Gaiking), da un'idea di Gō Nagai (che non venne accreditato e per cui ebbe una lunga battaglia legale con la Toei Animation), Kunio Nakatami, Akio Sugino e Dan Kobayashi, titolo originale Daiku Maryū Gaiking.
- Danguard (Dangard Ace), creato da Leiji Matsumoto, titolo originale Wakusei Robo Danguard Ace.
- Jet Robot (Starvengers), creato da Gō Nagai e Ken Ishikawa con il  titolo originale Gettā Robo G.
- Atlas UFO Robot (Grandizer), creato da Gō Nagai, titolo originale UFO Robo Gurendaizā.
- Starzinger (Spaceketeers), creato da Leiji Matsumoto con il titolo originale SF Saiyuki Sutājingā.

Originariamente al posto di Starzinger era prevista la messa in onda del Grande Mazinga, ma gli accordi per l'acquisto di questa serie fallirono e così fu sostituita con Starzinger.
Tutte le serie furono poi rimontate e trasformate dalla Family Home Entertainment in cinque lungometraggi per il mercato home video. Sempre per il mercato home video le serie furono vendute in Gran Bretagna, in formato VHS, dalla Video Brokers.

## Altre edizioni
La serie è stata anche trasmessa dall'emittente canadese CFMT-TV e, durante gli anni novanta e sempre in lingua inglese, dall'emittente indiana Star Plus.